# Колрейн (Миннесота)
Колрейн (англ. Coleraine) — город в округе Айтаска, штат Миннесота, США. По данным переписи за 2010 год число жителей города составляло 1970 человек.

## Географическое положение
По данным Бюро переписи населения США город имеет общую площадь в 43,70 км² (41,78 км² — суша, 1,32 км² — вода). Находится на берегу озера Трут.
Через город проходит  US 169 (англ. US Highway 169).

## История
Колрейн был назван в честь тауншипа в Массачусетсе. Почтовый офис в городе был открыт в 1906 году.

## Население
| Год переписи | Нас. |  | %±     |
| ------------ | ---- |  | ------ |
| 1910         | 1613 |  | —      |
| 1920         | 1300 |  | −19,4% |
| 1930         | 1243 |  | −4,4%  |
| 1940         | 1325 |  | 6,6%   |
| 1950         | 1321 |  | −0,3%  |
| 1960         | 1346 |  | 1,9%   |
| 1970         | 1086 |  | −19,3% |
| 1980         | 1116 |  | 2,8%   |
| 1990         | 1041 |  | −6,7%  |
| 2000         | 1110 |  | 6,6%   |
| 2010         | 1970 |  | 77,5%  |
| 2016         | 1990 |  | 1%     |

В 2010 году на территории города проживало 1970 человек (из них 50,9 % мужчин и 49,1 % женщин), насчитывалось 768 домашних хозяйств и 550 семей. На территории города была расположена 831 постройка со средней плотностью 19,9 построек на один квадратный километр суши. Расовый состав: белые — 95,4 %, коренные американцы — 1,5 %.
Население города по возрастному диапазону по данным переписи 2010 года распределилось следующим образом: 29,6 % — жители младше 21 года, 55,7 % — от 21 до 65 лет и 14,7 % — в возрасте 65 лет и старше. Средний возраст населения — 38,8 лет. На каждые 100 женщин в Колрейне приходилось 103,7 мужчин, при этом на 100 совершеннолетних женщин приходилось уже 101,5 мужчин сопоставимого возраста.
Из 768 домашних хозяйств 71,6 % представляли собой семьи: 56,0 % совместно проживающих супружеских пар (21,2 % с детьми младше 18 лет); 9,5 % — женщины, проживающие без мужей, 6,1 % — мужчины, проживающие без жён. 28,4 % не имели семьи. В среднем домашнее хозяйство ведут 2,54 человека, а средний размер семьи — 2,94 человека. В одиночестве проживали 22,9 % населения, 8,7 % составляли одинокие пожилые люди (старше 65 лет).
В 2015 году из 1463 человек старше 16 лет имели работу 911. В 2014 году средний доход на семью оценивался в 55 893 $, на домашнее хозяйство — в 47 283 $. Доход на душу населения — 25 956 $ в год.